# Zuid-Afrika op de Olympische Zomerspelen 1908
Zuid-Afrika nam deel aan de Olympische Zomerspelen 1908 in Londen, Engeland.

## Resultaten per onderdeel

### Atletiek
Zuid-Afrika was een van de vijf landen die een gouden medaille won in het atletiek en wel op de sprint. Reggie Walker won de 100 meter met een olympisch record in de halve finale dat hij in de finale evenaarde. Charles Hefferon won zilver op de marathon.
| Onderdeel                 | Plaats | Atleet          | Afstand     |
| ------------------------- | ------ | --------------- | ----------- |
| Mannen hink-stap-springen | 10e    | Douglas Stupart | 13,40 meter |

| Onderdeel               | Plaats        | Atleet               | Heats                     | Halve finale                          | Finale              |
| ----------------------- | ------------- | -------------------- | ------------------------- | ------------------------------------- | ------------------- |
| Mannen, 100 meter       | 1e            | Reggie Walker        | 11,0 seconden 1e, heat 4  | 10,8 seconden (OR) 1e, halve finale 1 | 10,8 seconden (=OR) |
| Mannen, 100 meter       | Halvefinalist | Edward Duffy         | 11,6 seconden 1e, heat 1  | Onbekend 3e, halve finale 3           | Uitgeschakeld       |
| Mannen, 100 meter       | —             | Herbert Phillips     | Niet gefinisht —, heat 11 | Uitgeschakeld                         | Uitgeschakeld       |
| Mannen 200 meter        | Heats         | Edward Duffy         | Onbekend 2e, heat 2       | Uitgeschakeld                         | Uitgeschakeld       |
| Mannen 110 meter horden | Heats         | Douglas Stupart      | Onbekend 3e, heat 1       | Uitgeschakeld                         | Uitgeschakeld       |
| Mannen 5 mijl           | 4e            | Charles Hefferon     | Niet gehouden             | Onbekend 2e, halve finale 1           | 25.44,0             |
| Mannen marathon         | 2e            | Charles Hefferon     | Niet gehouden             | Niet gehouden                         | 2:56.06,0           |
| Mannen marathon         | —             | J. N. Mitchell-Baker | Niet gehouden             | Niet gehouden                         | Niet gefinisht      |
| Mannen marathon         | —             | A. B. Mole           | Niet gehouden             | Niet gehouden                         | Niet gestart        |
| Mannen marathon         | —             | C. E. Stevens        | Niet gehouden             | Niet gehouden                         | Niet gestart        |
| Mannen marathon         | —             | Vincent              | Niet gehouden             | Niet gehouden                         | Niet gestart        |

### Wielersport
| Onderdeel            | Plaats        | Wielrenner                     | Heats                               | Halve finale                     | Finale         |
| -------------------- | ------------- | ------------------------------ | ----------------------------------- | -------------------------------- | -------------- |
| Mannen 660 yards     | Halvefinalist | Floris Venter                  | 1.03,2 1e, heat 10                  | Onbekend 4e, halve finale 2      | Uitgeschakeld  |
| Mannen 660 yards     | Heats         | T. H. E. Passmore              | Onbekend 2e, heat 9                 | Uitgeschakeld                    | Uitgeschakeld  |
| Mannen 660 yards     | Heats         | Philipus Frylink               | Onbekend 3e, heat 16                | Uitgeschakeld                    | Uitgeschakeld  |
| Mannen 660 yards     | —             | F. Shore                       | Tijdslimiet overschreden —, heat 5  | Uitgeschakeld                    | Uitgeschakeld  |
| Mannen 5000 meter    | Halvefinalist | Philipus Frylink               | Niet gehouden                       | Onbekend 3e, halve finale 3      | Uitgeschakeld  |
| Mannen 5000 meter    | Halvefinalist | T. H. E. Passmore              | Niet gehouden                       | Onbekend 4e, halve finale 4      | Uitgeschakeld  |
| Mannen 5000 meter    | Halvefinalist | Floris Venter                  | Niet gehouden                       | Onbekend 4-7, halve finale 7     | Uitgeschakeld  |
| Mannen 5000 meter    | Halvefinalist | F. Shore                       | Niet gehouden                       | Onbekend 4-9, halve finale 5     | Uitgeschakeld  |
| Mannen 20 kilometer  | Halvefinalist | Floris Venter                  | Niet gehouden                       | 32.34,4 3e, halve finale 2       | Uitgeschakeld  |
| Mannen 20 kilometer  | Halvefinalist | T. H. E. Passmore              | Niet gehouden                       | 32.39,4 3e, halve finale 4       | Uitgeschakeld  |
| Mannen 20 kilometer  | Halvefinalist | F. Shore                       | Niet gehouden                       | 33.40,0 2e, halve finale 3       | Uitgeschakeld  |
| Mannen 100 kilometer | —             | T. H. E. Passmore              | Niet gehouden                       | Niet gefinisht —, halve finale 2 | Uitgeschakeld  |
| Mannen sprint        | Halvefinalist | Floris Venter                  | 1.33,2 1e, heat 2                   | Onbekend 3e, halve finale 1      | Uitgeschakeld  |
| Mannen sprint        | Heats         | Philipus Frylink               | Onbekend 2e, heat 8                 | Uitgeschakeld                    | Uitgeschakeld  |
| Mannen sprint        | —             | F. Shore                       | Tijdslimiet overschreden —, heat 16 | Uitgeschakeld                    | Uitgeschakeld  |
| Mannen tandem        | Heats         | Philipus Frylink Floris Venter | Onbekend 2e, heat 5                 | Niet gefinisht                   | Niet gefinisht |

### Schermen
| Onderdeel    | Plaats       | Schermer     | Eerste ronde  | Tweede ronde  | Halve finale  | Finale        |
| ------------ | ------------ | ------------ | ------------- | ------------- | ------------- | ------------- |
| Mannen degen | Eerste ronde | Walter Gates | 3-5 (6e in B) | Uitgeschakeld | Uitgeschakeld | Uitgeschakeld |
| Mannen sabel | Eerste ronde | Walter Gates | 0-5 (6e in H) | Uitgeschakeld | Uitgeschakeld | Uitgeschakeld |

### Tennis
| Onderdeel         | Plaats | Naam                            | Laatste 64    | Laatste 32          | Laatste 16            | Kwart- finale                  | Halve finales             | Finale        |
| ----------------- | ------ | ------------------------------- | ------------- | ------------------- | --------------------- | ------------------------------ | ------------------------- | ------------- |
| Mannen enkelspel  | 4e     | John Richardson                 | bye           | bye                 | Versloeg Foulkes      | Versloeg Brown                 | Verloor van Froitzheim    | Uitgeschakeld |
| Mannen enkelspel  | 16e    | Vincent Gauntlett               | bye           | Verloor van Ritchie | Uitgeschakeld         | Uitgeschakeld                  | Uitgeschakeld             | Uitgeschakeld |
| Mannen enkelspel  | 16e    | Harry Kitson                    | bye           | Verloor van Caridia | Uitgeschakeld         | Uitgeschakeld                  | Uitgeschakeld             | Uitgeschakeld |
| Mannen dubbelspel | 4e     | Vincent Gauntlett Harold Kitson | Niet gehouden | bye                 | Versloeg Hykš/Robetín | Versloeg Froitzheim/Schomburgk | Verloor van Cazalet/Dixon | Uitgeschakeld |

| Land tegenstander   | Gewonnen | Verloren | Percentage |
| ------------------- | -------- | -------- | ---------- |
| Bohemen             | 1        | 0        | 1.000      |
| Canada              | 2        | 0        | 1.000      |
| Duitsland           | 1        | 1        | .500       |
| Verenigd Koninkrijk | 0        | 3        | .000       |
| Totaal              | 4        | 4        | .500       |

Argentinië · Australazië · België · Bohemen · Canada · Denemarken · Duitsland · Finland · Frankrijk · Griekenland · Groot-Brittannië · Hongarije · Italië · Nederland · Noorwegen · Oostenrijk · Rusland · Turkije · Verenigde Staten · Zuid-Afrika · Zweden · Zwitserland